# Ford UK Trucks
Ford UK Trucks était la filiale anglaise du groupe automobile américain Ford, spécialisée dans la construction de camions légers et de moyen tonnage.
Implanté à Trafford Park à Manchester en 1911 pour fabriquer des camions légers American Ford TT, Ford UK s'appela successivement Fordson entre 1933 et 1939, Fordson Thames jusqu'en 1957 et Ford Thames jusqu'en 1965 et enfin Ford UK jusqu'en 1986.
Cette unité a été rachetée et intégrée dans le groupe italien Fiat-IVECO en 1986 qui commercialisa ses propres modèles sous le label Iveco avec en plus le logo Ford sur la calandre.
Ford UK a bâti sa réputation avec sa gamme Cargo, camion moyen porteur qui est encore fabriqué en Inde sous licence par Ashok Leyland.
Il est aussi fabriqué en Turquie par OTOSAN ,les modèles camion porteur et tracteur.
Le site de Ford UK a été fermé en octobre 1997.